# Jerzy Pławczyk
Jerzy Pławczyk (ur. 16 kwietnia 1911 w Dąbrowie Górniczej, zm. 16 stycznia 2005 w Lambrecht (Pfalz)) – polski lekkoatleta, skoczek, miotacz i wieloboista.
Zawodnik AZS Warszawa i Nord de la France. Absolwent Centralnego Instytutu Wychowania Fizycznego w Warszawie (1932).
Olimpijczyk z Los Angeles (1932) – 7-8. miejsce w skoku wzwyż z wynikiem 1,90 i z Berlina (1936). Brązowy medalista mistrzostw Europy w dziesięcioboju (1934 – 7552,345 pkt.), szósty w ME w dziesięcioboju (1938 – 5946 pkt.). Rekordzista Europy w skoku wzwyż (1,96 w 1932).
3-krotny rekordzista kraju w skoku wzwyż (do 1,96 w 1932), 6-krotny mistrz polski w skoku wzwyż, dziesięcioboju i w sztafecie 4 × 100 m (1932–1936), 6-krotny halowy mistrz kraju: w skoku wzwyż, skoku o tyczce i w dal (1933-36). Rekordy życiowe: wzwyż – 1,96 (1932), tyczka – 3,73 (1934), w dal – 7,19 (1935), rzut dyskiem – 43,25 (1934), rzut oszczepem – 55,70 (1936), pięciobój – 3084 pkt. (1935), dziesięciobój – 6871 pkt. (1936). W 1932 zajął 6. miejsce w plebiscycie Przeglądu Sportowego na 10 najlepszych sportowców Polski.
W 1938 wyemigrował do Francji. W 1940 jako żołnierz armii francuskiej internowany w Norymberdze, później w Królewcu. W 1943 wrócił do Francji. Startował w skoku wzwyż również podczas wojny. Był też od 1943 do 1948 instruktorem sportowym w Vichy, Paryżu i Roame. Potem był handlowcem i nauczycielem. Następnie powrócił do Polski.
Późniejsze losy Jerzego Pławczyka nie są znane.